# Municipio de Pike City
El municipio de Pike City (en inglés: Pike City Township) es un municipio ubicado en el condado de Pike en el estado estadounidense de Arkansas. En el año 2010 tenía una población de 189 habitantes y una densidad poblacional de 1,08 personas por km².

## Geografía
El municipio de Pike City se encuentra ubicado en las coordenadas 34°7′46″N 93°32′49″O / 34.12944, -93.54694. Según la Oficina del Censo de los Estados Unidos, el municipio tiene una superficie total de 175.64 km², de la cual 175,18 km² corresponden a tierra firme y (0,26 %) 0,46 km² es agua.

## Demografía
Según el censo de 2010, había 189 personas residiendo en el municipio de Pike City. La densidad de población era de 1,08 hab./km². De los 189 habitantes, el municipio de Pike City estaba compuesto por el 89,42 % blancos, el 1,06 % eran amerindios, el 1,06 % eran asiáticos, el 5,82 % eran de otras razas y el 2,65 % eran de una mezcla de razas. Del total de la población el 6,35 % eran hispanos o latinos de cualquier raza.